# 화율초등학교
화율초등학교(禾栗初等學校)는 대한민국 전북특별자치도 김제시에 있었던 공립 초등학교이다.

## 학교 연혁
- 1908.04.02 수류인명학교설립
- 1942.03.31 원평공립학교 부설 화율간이학교 인가
- 1944.03.30 원평공립학교 화율분교장 설립인가
- 1949.11.13 화율국민학교 인가
- 1992.03.01 원평국민학교 화율분교장으로 격하
- 2005.03.01 화율초등학교로 승격
- 2014.02.15 제62회 졸업(5명) 총 1379명
- 2014.09.01 제25대 이창수 교장 부임
- 2015.02.13 제63회 졸업(1명) 총 1380명
- 2024.02.29 116년만에 폐교

## 기타
2003년에 개봉한 영화 《보리울의 여름》이 이 학교에서 촬영되었다.

## 참고 자료
- 화율초등학교 - 한국교육학술정보원 학교알리미